# Sitticus ranieri
Sitticus ranieri là một loài nhện trong họ Salticidae.
Loài này thuộc chi Sitticus. Sitticus ranieri được Elizabeth Maria Gifford Peckham & George William Peckham miêu tả năm 1909.